# Деллігзен
Деллігсен (нім. Delligsen) — сільська громада в Німеччині, розташована в землі Нижня Саксонія. Входить до складу району Гольцмінден.
Площа — 36,01 км2. Населення становить 7681 ос. (станом на 31 грудня 2021).